# تاتيانا ماسلاني
تاتيانا غابرييل ماسلاني (ولد في 22 سبتمبر 1985) ممثلة كندية ، بدأت طريق شهرتها بعد بطولتها في مسلسل الإثارة الناجح أورفان بلاك، الذي نالت عنه العديد من الجوائز من ضمنها جائزة أفضل ممثلة من رابطة اختيار النقاد، وهي مرشحة حاليًا للبطولة النسائية في أحد أجزاء سلسلة Star Wars القادمة حصلت علي جائزة جمعية نقاد التلفزيون للإنجاز الفردي في الدراما رشحت جائزة ايمي برايم تايم لأفضل ممثلة رئيسية في مسلسل درامي.

## روابط خارجية
- تاتيانا ماسلاني على موقع IMDb (الإنجليزية)
- تاتيانا ماسلاني على موقع روتن توميتوز (الإنجليزية)
- تاتيانا ماسلاني على موقع ألو سيني (الفرنسية)
- تاتيانا ماسلاني على موقع ميوزك برينز (الإنجليزية)
- تاتيانا ماسلاني على موقع تيرنر كلاسيك موفيز (الإنجليزية)
- تاتيانا ماسلاني على موقع أول موفي (الإنجليزية)
- تاتيانا ماسلاني على موقع قاعدة بيانات الأفلام السويدية (السويدية)
- تاتيانا ماسلاني على موقع قاعدة بيانات الفيلم (الإنجليزية)
- تاتيانا ماسلاني على موقع كينوبويسك (الروسية)